# Tal Bachman
Pour les articles homonymes, voir Bachman.
Talmage Charles Robert Bachman dit « Tal » (né le 13 août 1968 à Winnipeg, Manitoba) est un auteur-compositeur-interprète et musicien canadien basé à Vancouver, en Colombie-Britannique. Il est surtout connu pour sa chanson, She's So High, issu de son premier album de 1999. C'est aussi le fils du guitariste Randy Bachman, réputé pour avoir joué avec les groupes The Guess Who et Bachman-Turner Overdrive. 

## Albums

### 1999–2000: premier album
Il a eu sa chance musicale lorsque les dirigeants de EMI Music Publishing à New York ont entendu une cassette de démo et l'ont aidé à obtenir un contrat d'enregistrement avec Columbia Records. Bob Rock (producteur de Metallica, Aerosmith, Mötley Crüe et Skid Row) ont signé pour coproduire son premier album Tal Bachman, présentait ce qui allait devenir son single à succès, She's So High, qui a atteint le numéro 1 sur trois formats de radio différents au Canada. La chanson est devenue un hit multi-format du Top 10 aux États-Unis et dans le monde, remportant le prix "Chanson de l'année" de BMI. L'album a valu à Tal deux prix Juno au Canada et une grande couverture médiatique, notamment des apparitions dans The Tonight Show avec Jay Leno, MTV, MuchMusic et E Network ; et profils, interviews et critiques dans Rolling Stone, Q Magazine, USA Today, Interview, et le Los Angeles Times. À l'appui du disque, Tal a tourné en première partie de Bryan Adams et des Barenaked Ladies, et a également tourné à part entière.

### 2004–2005:Staring Down the Sun
Son deuxième album, Staring Down the Sun, est sorti au Canada sur Sextant Records en août 2004 et est sorti aux États-Unis par Artemis Records en 2006. Le single Aeroplane a atteint la 20e place des charts canadiens et a été utilisé dans le film de 2005, American Pie Presents: Band Camp. Il a été joué en tant qu'instrumental et pendant le générique.

## Vie personnelle
Bachman vit à Victoria, en Colombie-Britannique, et est le fils  de Randy Bachman et le neveu de Robbie Bachman. Sa sœur Lorelei Bachman est également écrivaine et musicienne.
Il est un ancien membre de l'Église de Jésus-Christ des saints des derniers jours (Église SDJ) et a effectué une mission mormone de deux ans en Argentine, mais après deux des années de recherche sur les origines de cette église, Tal a conclu que le fondateur de l'église Joseph Smith avait inventé ses histoires et rompu ses liens avec l'église. En 2006, il a été interviewé pour le documentaire 2007 PBS intitulé The Mormons. Dans ce document, il a discuté de son départ de l'Église LDS.
Titulaire d'un baccalauréat en sciences politiques, il a travaillé au clair de lune en tant que commentateur politique, écrivant pour American Greatness
Il joue à droite et hors-centre pour le Victoria, BC rugby club Castaway Wanderers RFC.
En 2012, alors qu'il mangeait au Cactus Club Cafe de Victoria, Tal a été déçu d'apprendre que le restaurant avait supprimé Key lime pie, un favori personnel, de la carte des desserts. Il a ensuite dirigé une campagne de pression publique réussie pour encourager la direction du restaurant à restaurer le dessert. Réfléchissant à l'expérience, il a postulé la première loi du commerce : « Si c'est génial, ils arrêteront de le faire. »

## Discographie

### Albums studio
- 1999 : Tal Bachman
- 2004 : Staring Down the Sun

### Compilation
- 2019 : Ian Starglow's Greatest Hits Vol. 1 sorti sous le pseudonyme de Ian Starglow